# Senotainia sinopis
Senotainia sinopis är en tvåvingeart som beskrevs av Henry Jonathan Reinhard 1955. Senotainia sinopis ingår i släktet Senotainia och familjen köttflugor. Inga underarter finns listade i Catalogue of Life.